# Rumburk

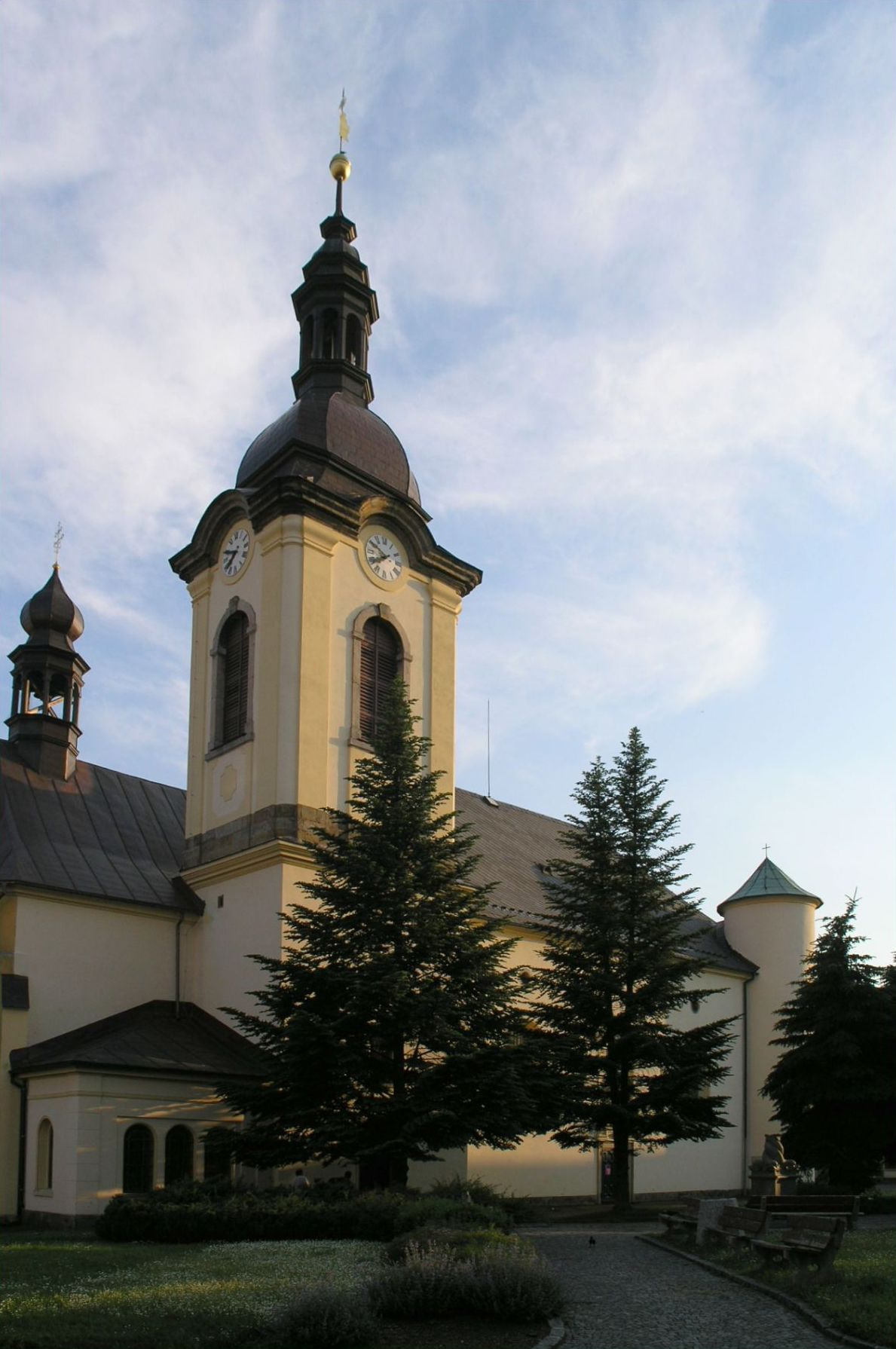
Kościół farny pw. św. Bartłomieja

Rumburkⓘ (niem. Rumburg) – miasto w Czechach. Według danych z 31 grudnia 2003 powierzchnia miasta wynosiła 2 469 ha, a liczba jego mieszkańców 11 101 osób. Miasto Rumburk (pierwotnie Romberch, a później Ronenberch, Ronnenberch, Ronenberg, Rumberg) znajduje się w najbardziej na północ wysuniętej części Czech, we wschodniej części kraju usteckiego w północno-wschodniej części powiatu Děčínskiego (okresu Děčín), w Cyplu Szluknowskim (Šluknovském výběžku). Jest ono położone na terenie pagórkowatym, nad rzeką Mandavą, w bezpośredniej bliskości granicy niemieckiej. W Rumburku znajdują się przejścia graniczne do pobliskich miast niemieckich Seifhennersdorf oraz Neugersdorf. Dawniej, z uwagi na dużą liczbę lokali rozrywkowych miasto było nazywane Małym Paryżem. Dziś słynie głównie z najbardziej wysuniętej na północ w Europie (i na świecie) kaplicy loretańskiej znajdującej się na terenie byłego klasztoru kapucyńskiego. Geneza nazwy miasta: środkowogórnoniemieckie die Rone = ostro obłupany kamień wykorzystywany militarnie jako ostrze + der Berg = góra.

## Demografia
| Rok             | 1970  | 1980   | 1991   | 2001   | 2003   |
| --------------- | ----- | ------ | ------ | ------ | ------ |
| Liczba ludności | 9 095 | 10 255 | 10 789 | 11 024 | 11 101 |

Źródło: Czeski Urząd Statystyczny
Religijność mieszkańców, podobnie jak w całych Czechach północnych jest bardzo niska. Według spisu z 2006 roku struktura wyznaniowa w Rumburku przedstawiała się następująco: Ateiści - 5733 obywateli; Rzymscy katolicy - 2322 obywateli; Ewangelicy - 141 obywateli;
Husyci - 121 obywateli; Grekokatolicy - 23 obywateli; Prawosławni - 23 obywateli.

## Historia

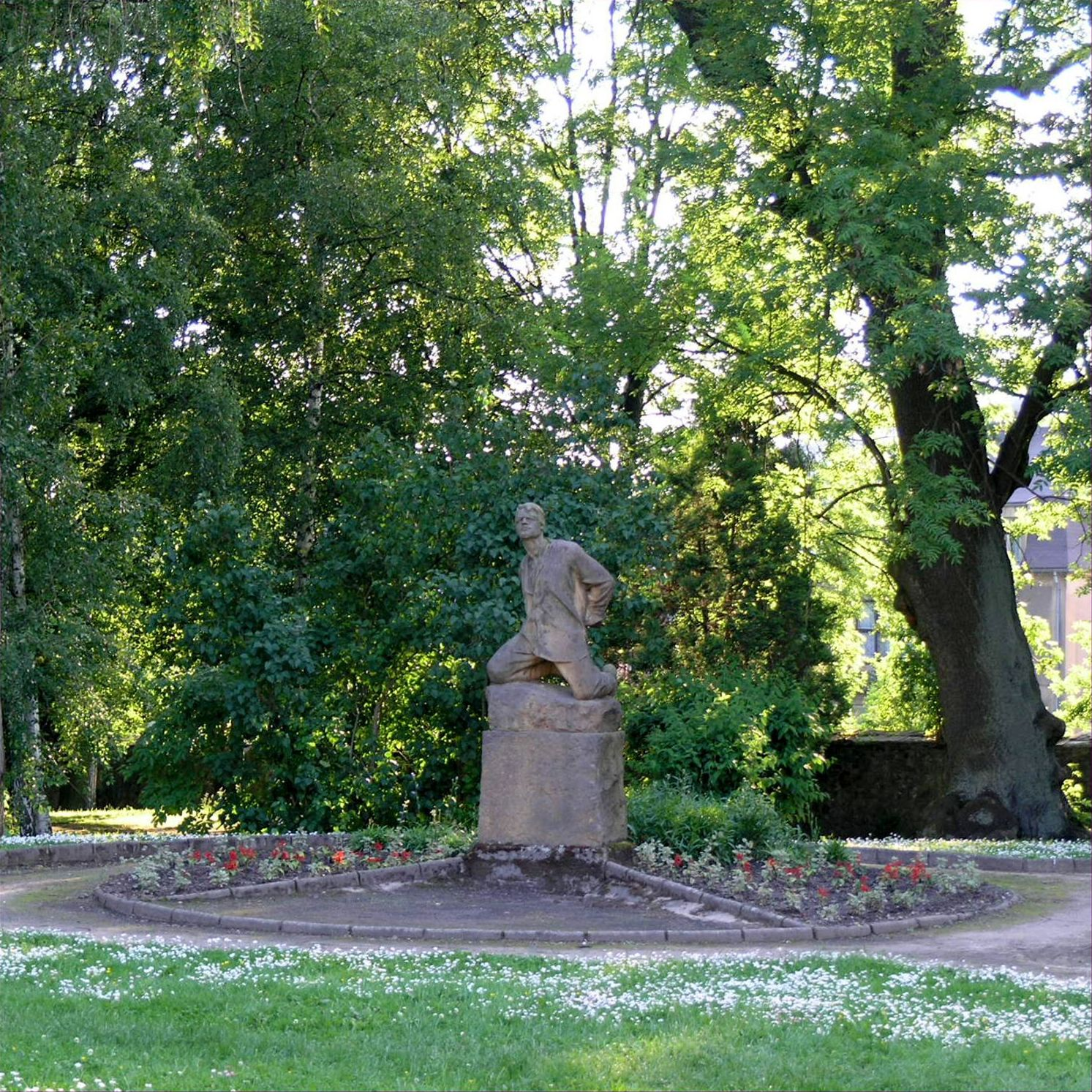
Pomnik buntu czeskich żołnierzy

Pierwsza pisemna wzmianka dotycząca miasta pochodzi z 1298 roku, kiedy to założono osadę na szlaku solnym z Miśni do Żytawy. W czasach wojen husyckich rozegrała się na polach, na zachód od Rumburku, zwycięska dla husytów bitwa z armią możnowładców. Prawa miejskie zostały nadane przez cesarza Rudolfa II w roku 1587. Od tego czasu mieszkańcy zajmowali się głównie uprawą i przetwórstwem lnu, który doprowadził do rozwoju przemysłu tkackiego i włókienniczego. Już w 1515 roku wydano pierwszy przywilej królewski dotyczący wyrobu płótna w Rumburku. Na początku XVIII w. funkcjonująca w mieście manufaktura należąca do angielskiego właściciela Allasona zatrudniała 1000 tkaczy i była największa w Czechach. W połowie XIX wieku rozwinął się i inny przemysł w tym spożywczy (browar, młyn, etc). W końcu I wojny światowej doszło w Rumburku do buntu czeskich (tzw. rumburská vzpoura) żołnierzy, którzy wrócili z frontu wschodniego i mieli znów być wysłani na front przez władze austro-węgierskie. Buntownicy zajęli miasto i skierowali się w stronę Czeskiej Lipy i Nowego Boru. Zostali rozgromieni, trzech przywódców buntu (Stanko Vodička, František Xaver Noha i Vojtěch Kovář) oraz dalszych siedmiu żołnierzy rozstrzelano, a pozostałych uwięziono w Terezinie. W czasach międzywojennych w Rumburku, podobnie jak w pobliskim Varnsdorfie, dominowała mniejszość niemiecka, a popularność zdobyła partia Konrada Henleina. Po wojnie na mocy Dekretów Benesza wysiedlono większość Niemców. W czasach komunistycznych nastąpiła walka z Kościołem. W nocy z 13 na 14 października 1950 roku dokonano w Czechosłowacji zamknięcia i wysiedlenia klasztorów męskich. W Rumburku zlikwidowano klasztor kapucynów i kościół klasztorny. W 1956 roku kościół św. Jana Chrzciciela przekazano cerkwi prawosławnej. W czasach komunistycznych nastąpiło zaniedbanie obiektów historycznych na starówce na rzecz budowy nowych blokowisk (panelaký) Po przełomie 1989 roku nastąpiło ożywienie międzynarodowego ruchu turystycznego. Miasto należy do Euroregionu Nysa, a pod miastem utworzono specjalną strefę ekonomiczną (Podnikatelské centrum Rumburk).

## Zabytki i atrakcje turystyczne

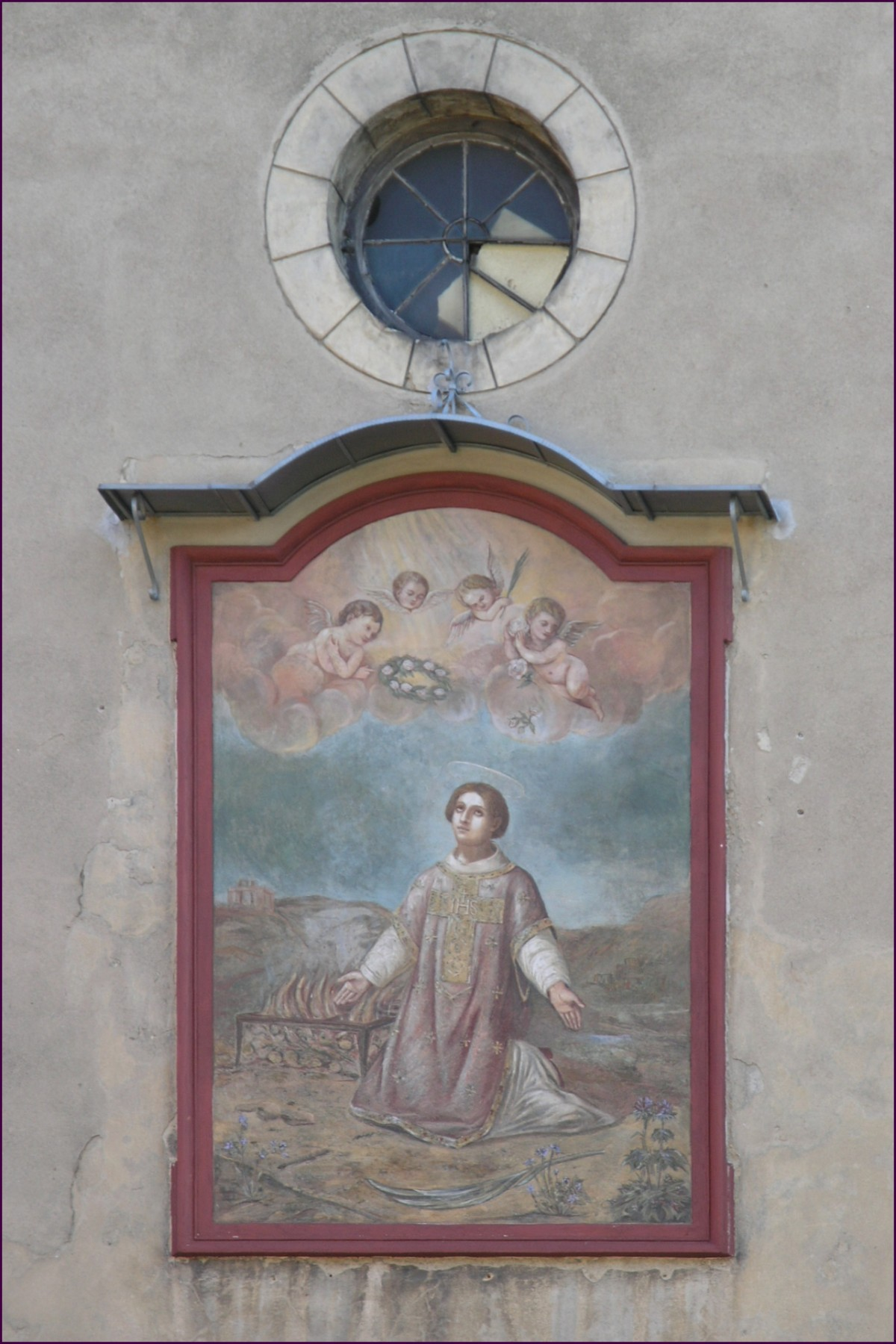
Obraz św. Wawrzyńca na kościele klasztornym

- Kościół farny pw. św. Bartłomieja - znajdujący się na placu Dobrovolského. Erygowany w połowie XVI wieku, pierwotnie był drewniany, a w 1545 roku na jego miejscu Georg Mehl Šlejnic nakazał wybudować nową świątynię, która z czasem doczekała się wielu przebudów. Główny ołtarz z XVIII w. wykonany w stylu rokoko zdobi wcześniejszy obraz św. Bartłomieja.
- Klasztor kapucyński z kaplicą loretańską wybudowany w latach 1683-1690. Obok klasztoru stoi kościół klasztorny św. Wawrzyńca z barokowym i rokokowym wnętrzem oraz z kaplicą św. Antoniego z początku XVIII w. Na wewnętrznym dziedzińcu klasztoru znajduje się kaplica loretańska NMP, wybudowana w latach 1704-1707 według projektu austriackiego architekta Johana Lucasa von Hildebrandta. Bogato zdobiona rzeźbami oraz kopią cudownej figury Czarnej Madonny z Altötting wykonaną w Rzymie. Rumburska loreta w odróżnieniu od oryginalnej wykonana jest z piaskowca. Jej Konsekracji dokonał w 1694 roku papież Innocenty XII. Autorem rzeźb na balustradzie kaplicy jest Franciszek Bienerth. Budowa ambitu przebiegała w latach 1742-55 pod patronatem księcia Josefa Vaclava z Liechtensteina. Najcenniejszym wyposażeniem ambitu jest kaplica kalwarii oraz święte schody. W klasztorze mieści się obecnie miejska biblioteka. W parku obok klasztoru stoi pomnik ofiar buntu z okresu I wojny św. wykonany w 1958 roku przez Vendelína Zdrůbeckèho.
- Rynek z wokół którego stoją renesansowe domy z podcieniami, na jego środki stoi kolumna zarazy (Morový sloup) pochodząca z 1681 roku, przyozdobiona osiemnastowiecznymi figurami.
- Kaplica św. Jana Chrziciela na Strážném vrchu (427 m.) ufundowana w 1722 r. przez księżną Krystynę Teresę z Liechtensteinu. W latach 1787–1845 kaplica służyła jako wiatrak. Do kaplicy, która obecnie jest użytkowana przez parafię prawosławną, prowadzi droga krzyżowa.
- Na południowy zachód od Rumburku znajduje się góra Dymník (517 m.) na której znajduje się wieża widokowa (rozhledna) z 1896 roku.
- Ulica Šmilovského (tzw. Ulička zvědavých=uliczka ciekawskich). Nisko umieszczone okna w małych drewnianych domkach z 1744 r. miały umożliwić lepsze oświetlenie warsztatów tkackich.
- Muzeum miejskie znajdujące się w byłej fabryce tekstylnej Förstera.

## Osoby związane z Rumburkiem
- Franz Fukarek, botanik niemiecki, urodzony w Rumburku w r. 1926